# مارسلو سیلوا
مارسلو سیلوا (انگلیسی: Marcelo Silva؛ زادهٔ ۲۱ مارس ۱۹۸۹) بازیکن فوتبال اهل اروگوئه است که در پست مدافع میانی برای رئال سالت لیک در لیگ برتر فوتبال ایالات متحده آمریکا بازی می‌کند.
وی همچنین در تیم ملی فوتبال زیر ۲۰ سال اروگوئه بازی کرده‌است.